# 硫酸水素ナトリウム
硫酸水素ナトリウム（りゅうさんすいそナトリウム、Sodium hydrogen sulfate）は、組成式 NaHSO4の化合物であり、硫酸のナトリウム塩で、酸性塩である。安全に輸送、貯蔵することが可能な乾いた粒子状の物質である。無水物は、吸湿性がある。硫酸水素ナトリウムの水溶液は強い酸性であり、1Mの水溶液のpHは1以下である。

## 製法
水酸化ナトリウムと硫酸の等モルを混合すると、硫酸水素ナトリウムと水が生成する。
{\displaystyle {\ce {NaOH\ + H2SO4 -> NaHSO4\ + H2O}}}
また、塩化ナトリウムと硫酸を高温で混合することで、硫酸水素ナトリウムと塩化水素が生成する。
{\displaystyle {\ce {NaCl\ + H2SO4 -> NaHSO4\ + HCl}}}
液体状の硫酸水素ナトリウムは、噴霧し、冷却することで固体の粒子状になる。副生成物である塩化水素は、水に溶かして塩酸とする。
アメリカ合衆国では、2社が工業的に生産している。Jones-Hamilton Co.は、塩化ナトリウムを原料とする製法を用い、無水物を製造している。Jost Chemicalは、水酸化ナトリウムを原料とし、一水和物を製造している。

## 利用
硫酸水素ナトリウムは、主にpH降下剤として用いられている。試薬純度のものは、金属の表面処理や洗浄剤、水の塩素処理の助剤として用いられる。硫酸水素ナトリウムは、アメリカ飼料検査官協会によって、動物飼料への添加物として認められている。また、ネコの尿路結石を減らす尿酸性化剤としても用いられている。アメリカ食品医薬品局は、硫酸水素ナトリウムをGRAS（一般に安全と認められる）としている。EU. Food Gradeでは、E514iiのE番号で示され、飲料、ドレッシング、ソース、フィリング等の様々な食品に用いられる。食肉の褐変防止にも広く用いられている。
宝飾品製造においては、表面から酸化層を取り除く酸洗いのための主要な試薬となっている。
硫酸水素ナトリウムは、一部の棘皮動物には猛毒となるが、他の生物にはほぼ無害である。このため硫酸水素ナトリウムをオニヒトデの大発生抑制に用いる事がある。